# Північний Велебит
Північний Велебит (хорв. Sjeverni Velebit) — національний парк в Хорватії, в північній Далмації.

## Загальні відомості
Національний парк Північний Велебит розташований в північній частині гірського масиву Велебит і так само як і національний парк Паклениця є частиною великого природного парку «Велебит». Від Адріатичного узбережжя парк відділяє кілька кілометрів. за 20 кілометрів на північ від парку розташовано місто Сень, за 100 кілометрів на південь — Задар.
Північний Велебит — наймолодший з восьми національних парків Хорватії, він заснований в 1999 році.
Площа національного парку — 109 км². Найвища вершина — гора Завижан (хорв. Zavižan) — 1676 м.

## Цікаві місця
- Гора Завижан — найвищий пік парку. На вершині гори розташована найвища метеорологічна станція в Хорватії.
- Карстова печера Луки — входить до десятки найглибших печер світу.
- Карстові піки Хайдицькі і Розанські кукови — красиві скелі висотою близько 200 метрів.
- Маршрут Премужицева стазу. Маршрут по парку. Зручна дорога дозволяє оглянути найцікавіші місця парку.
- Ботанічний сад. В саду можна побачити все різноманіття рослинності масиву Велебит.